# 桂文生
桂 文生（かつら ぶんしょう）は、落語家の名跡。当代は落語協会のHPには3代目と記載されている。三遊亭文生を含めると過去7人前後の文生が存在する。上方落語には同じ読みの「桂文昇」という名跡がある。
- 三遊亭文生 - 『東都噺者師弟系図』に初代三遊亭圓生門下として見える。
- 三遊亭文生 - 『古今落語系図一覧表』（いわゆる『文之助系図』）によると四代目三遊亭圓生の門に「文生 四代メ実弟」とあるが詳細不明。
- 桂文生 - 後∶三遊亭金遊斎
- 桂文生 - 六代目桂文治門下
- 桂文生 - 後∶八代目金原亭馬生
- 桂文生 - 後∶五代目三遊亭圓窓
- 当代桂文生 - 本項にて詳述

三代目 桂 文生（かつら ぶんしょう、1939年8月23日 - ）は、宮城県石巻市出身の落語家。落語協会所属。出囃子∶『あほだら経』。本名∶平 稔。

## 経歴
宮城県小牛田農林高等学校卒業後1962年二代目桂枝太郎に入門、前座名は枝平。
1966年に二ツ目昇進、欣治に改名。1973年にNHK新人落語コンクール優秀賞を受賞。
1974年に真打昇進、三代目桂文生を襲名。1984年に桂文朝、桂南喬、そして弟子の桂きん治とともにに落語芸術協会を脱退し、落語協会・五代目柳家小さん門下へ移籍。
2006年、文化庁芸術祭優秀賞受賞。

## 芸歴
- 1962年∶二代目桂枝太郎に入門、前座名「枝平」。
- 1966年∶二ツ目昇進、「欣治」と改名
- 1974年∶真打昇進、「三代目桂文生」を襲名。
- 1984年∶落語協会・五代目柳家小さん門下へ移籍。

## 人物
1957年、高校2年生の時に肺膿腫で入院しているとき、7月22日から26日までNHKラジオで放送された番組「志ん生五夜」で聴いた古今亭志ん生の口演（『業平文治』や『目薬』などが放送されていた）に強い印象を受けて、落語家になることを決心した。

## 演目
- 位牌屋
- 馬の田楽
- 王子の狐
- お見立て
- 権助提灯
- 蒟蒻問答
- 佐野山
- 猿後家
- ずっこけ
- 寝床
- 民謡家主
- 一人酒盛
- 棒鱈
- 本膳

## 弟子

### 真打
- 桂扇生 - 三笑亭夢楽門下から移籍
- 桂文ぶん
- 三代目桂文雀 - 春風亭小朝門下から移籍

### 前座
- 桂枝平

### 廃業
- 桂きん治